# SearchGPT
SearchGPT是由OpenAI開發的原型搜尋引擎， 並由GPT-4系列模型提供驅動，將傳統搜尋引擎的功能，與生成式AI技術相結合。

## 歷史
SearchGPT首次以原型形式推出，並限量向一萬名測試用戶開放。
截至2024年8月中旬，SearchGPT的候補名單已經關閉；OpenAI最終將搜尋功能整合到ChatGPT之中。
OpenAI宣布其與出版商合作，為出版商提供選項，以控制他們的內容在搜尋結果中的呈現方式，並確保推廣可靠來源。

## 影響
SearchGPT成為主要搜尋引擎的直接競爭者，特別是Google、Perplexity和Bing；後者為OpenAI最大投資者微軟所開發。
SearchGPT的推出，使Google母公司Alphabet的股價在2024年7月25日進一步下跌。
據The Verge指出，SearchGPT可能對Google造成重大威脅，因為Google近期也在積極整合AI，以提升其搜尋引擎服務。
根據The Verge的報導，SearchGPT是一項免費服務，且不包含廣告，可能無法有效緩解OpenAI持續上升的AI訓練和推理成本。先前的預測指出，OpenAI 2024 年的總成本可能達到 70 億美元。